# Великая наложница
«Великая наложница» или «Ян Гуйфэй» (кит. трад. 楊貴妃, пиньинь Yáng Guìfēi, англ. The Magnificent Concubine) — гонконгский фильм 1962 года киностудии Shaw Brothers (режиссёр Ли Ханьсян).

## Сюжет
Сюжет фильма построен на истории любви и смерти Ян Юйхуань, наложницы императора Мин-хуана, более известной под титулом Ян Гуйфэй (букв. «Драгоценная супруга/наложница (императора) Ян»), одной из «Четырёх великих красавиц Китая».
Положительный, но слабовольный император, увлеченный любовью к возлюбленной наложнице, фактически отдал правление страной на откуп коррумпированному старшему министру Ян Гочжуну. Попавший ко двору, как и большинство его родни, благодаря любви повелителя к его троюродной сестре, тот проявил себя как чрезвычайно жадный и властолюбивый человек и бездарный командующий. Его действия вызвали войну с соседями, мятеж северных войск государства (доставку сообщения о котором, содержащую также призыв расследовательность деятельность министра, последний «благополучно предотвратил»), разруху и голод во многих областях страны.
Когда мятеж Ань Лушаня приближается к столице, двору во главе с императором и в сопровождении гвардии ничего на остаётся, как бежать в направлении провинции Сычуань. Однако повторяющееся уже не в первый раз нежелание или неумение Ян Гочжуна обеспечивать армию приводит к бунту уже императорской гвардии, которая буквально растерзывает его, вслед за этим объявляя главным источником зла причину его попадания во власть — императорскую наложницу.
Встретив на крыльце дворца еле сдерживающихся солдат, Ян Гуйфэй соглашается уйти из жизни при условии, что войска вновь встанут на защиту государя и приложат все силы к подавлению мятежа. Взяв ещё небольшую отсрочку, она возвращается к неуверенно себя чувствующему императору, успокаивает и убаюкивает его. Вновь выйдя из дворца на задний двор, царственная Ян Гуйфэй между преклонившими перед ней колени гвардейцами подходит к грушевому дереву с перекинутой через ветвь петлёй шёлкового шарфа...

## В ролях
| Актёр            | Роль                              |
| ---------------- | --------------------------------- |
| Ли Лихуа         | императорская наложница Ян Гуйфэй |
| Янь Цзюнь        | император Сюаньцзун               |
| Ян Чжицин        | старший министр Ян Гочжун         |
| Лэй Хёнкуань     | наложница Цзян Цайпинь            |
| Ку Маньчун       | евнух Гао Лиши                    |
| Ли Ин            | военачальник Ань Лушань           |
| Тан Ти           | генерал Чэнь Сюаньли              |
| Се Чжи           | генерал Чэнь Чимин                |
| Чжу Му, Ли Куань | гвардейцы                         |

## Съёмочная группа
- Компания: Shaw Brothers
- Продюсеры: Шао Жэньлэн, Чжоу Дувэнь
- Режиссёр: Ли Ханьсян
- Режиссёрская группа: Као Ли, Ван Юэтин, Цао Няньлун, Сам Хоу
- Сценарист: Ван Чжибо
- Композитор: Ван Чунь
- Грим: Фан Юэнь, Чань Хоу
- Оператор: Хо Ланьшан (Тадаси Нисимото)
- Звукозапись: Куан Ху
- Монтаж: Цзян Синлун[1]
- Продолжительность: Время = 100 мин (исходно)[1], 72 мин (DVD-издание Celestial Pictures)[2]
- Формат: Цветной (Eastmancolor), отношение сторон 1,37:1, звук моно
- Локации съёмок: Фукуи, Япония[5]
- Язык: китайский путунхуа
- Даты премьер: 31 мая 1962 (Гонконг), июнь 1966 (США)

## Дополнительные факты и художественные особенности
- Фильм является ремейком японского фильма 1955 года Yōkihi, съёмки которого (ещё до основания наиболее известной гонконгской киностудии Shaw Brothers) продюсировал Шао Жэньлэн, исполнявший ту же функцию и для этого фильма. В отличие от предшественника, фильм не освещает восхождение Ян Юйхуань к своему положению (в исторической либо альтернативной версии), а сосредотачивается на конце её жизни уже в положении гуйфэй.
- Актёры, исполнившие роли романтической пары фильма (Ли Лихуа и Янь Цзюнь), являлись супругами и в реальной жизни[6][7]

## Награды
15-й Каннский кинофестиваль (1962)
- «Технический гран-при» (Vulcain Prize[англ.])
- Номинация на «Золотую пальмовую ветвь»[8]

1-й Тайбэйский кинофестиваль Golden Horse (1962)
- Поощрительный приз для драматических художественных фильмов («вторая степень»/номинация/шортлист приза за лучший фильм)
- Лучший монтаж — Цзян Синлун
- Лучший звук — Куан Ху[1][2][9]